# Alto de Medina
Alto de Medina är en ort i Mexiko.   Den ligger i kommunen Abasolo och delstaten Guanajuato, i den centrala delen av landet, 280 km nordväst om huvudstaden Mexico City. Alto de Medina ligger 1 695 meter över havet och antalet invånare är 138.
Terrängen runt Alto de Medina är en högslätt. Runt Alto de Medina är det tätbefolkat, med 369 invånare per kvadratkilometer. Närmaste större samhälle är Abasolo, 14,3 km söder om Alto de Medina. Trakten runt Alto de Medina består till största delen av jordbruksmark.